# تاريخ روسيا (1855–1892)

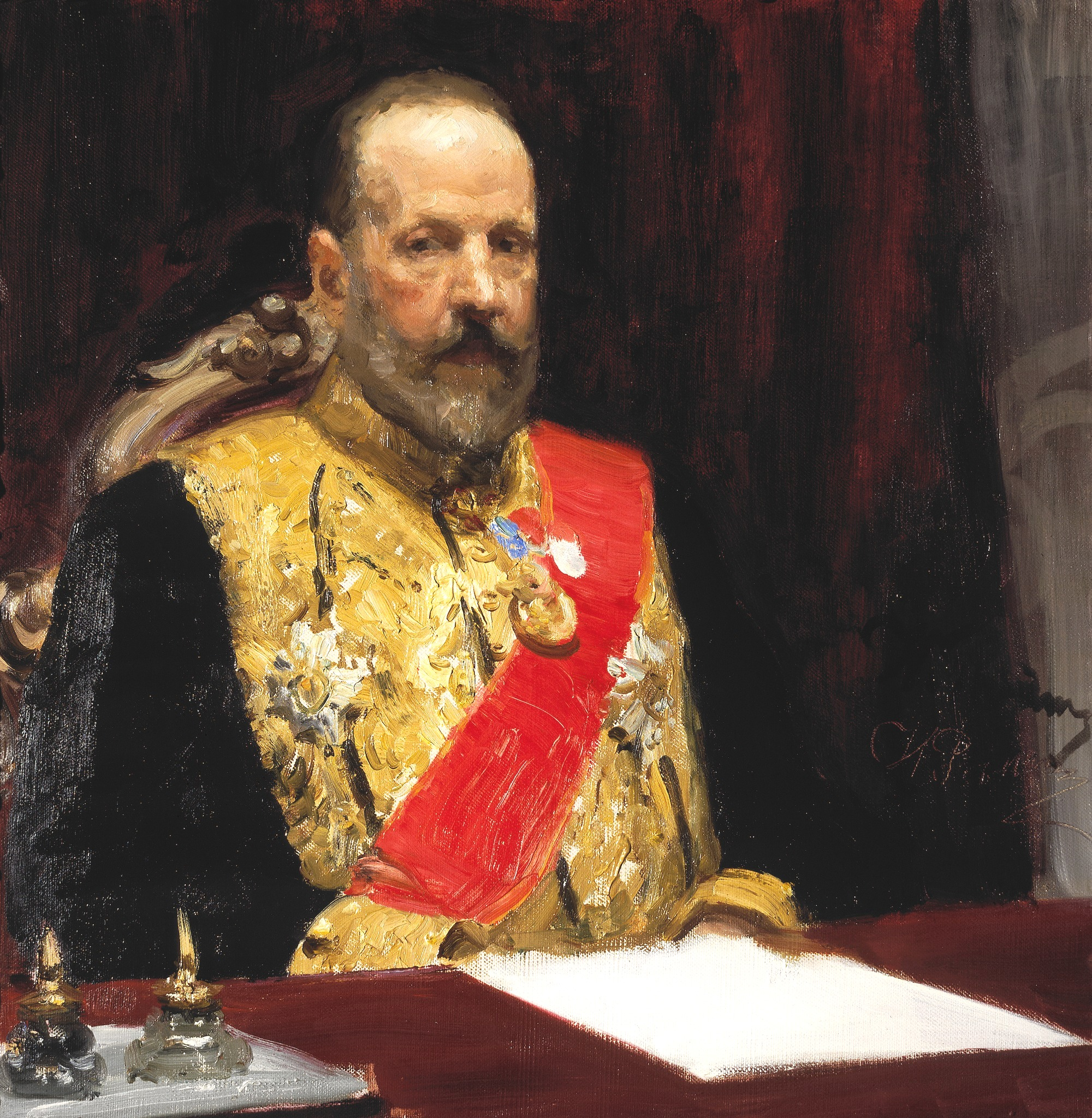

بدأ ألكسندر الثاني عهده كقيصرٍ لروسيا في عام 1855، وترأس فترةً من الإصلاح السياسي والاجتماعي، لا سيما تحرير الأقنان (إصلاح التحرر) في عام 1861 ورفع الرقابة. وتبِع خليفته ألكسندر الثالث (1881-1894) سياسة القمع وقيّد الإنفاق العام، لكنه استمرّ في تطبيق إصلاحات الأراضي والعمل. كانت هذه فترة نموٍ سكاني وتصنيعٍ كبير، على الرغم من بقاء روسيا بلدًا ريفيًا إلى حدٍّ كبير.
شملت الحركات السياسية في ذلك الوقت الشعبويين (حركة النارودنكس) والأناركيين (اللاسلطويين) والماركسيين. اغتالت منظمةٌ ثورية تدعى إرادة الشعب (نارودنايا فوليا) ألكسندر الثاني. جسّد السلافوفيليين تيارًا آخر من الفكر، فقد عارضوا التحديث والتغريب.
واصلت روسيا توسيع إمبراطوريتها، واحتلّت القوقاز وطشقند وسمرقند. في ما يتعلّق بالشؤون الخارجية، بدأت الفترة مع انتهاء حرب القرم. دخلت السياسة الروسية في صراعٍ مع القوى الأوروبية الأخرى، ولا سيما الإمبراطورية النمساوية المجرية، حيث سعت إلى توسيع نفوذها على حساب الأجزاء الأوروبية من الإمبراطورية العثمانية المنحسرة واستعادة الوصول البحري إلى البحر الأسود. بلغ ذلك الصراع أوجه بحربٍ ناجحة مع الإمبراطورية العثمانية في عام 1877-1878، تلتها معاهدة سان ستيفانو ومؤتمر برلين في عام 1878 التي نشأت من خلالها بلغاريا المستقلّة واكتسبت الأراضي العثمانية السابقة في جنوب القوقاز. انضمّت روسيا إلى ألمانيا والإمبراطورية النمساوية المجرية في عصبة الأباطرة الثلاثة، لكن الاحتكاك استمرّ مع الشريكين بشأن بلغاريا، وانتهى التحالف مع ألمانيا في عام 1890.

## التنمية الاقتصادية
كان معدّل النمو السكاني في روسيا من عام 1850 إلى عام 1910 هو الأسرع بالمقارنة مع جميع القوى الكبرى باستثناء الولايات المتحدة. بين عامي 1850 و1900، تضاعف عدد سكان روسيا، لكنه ظلّ ريفيًا بصفةٍ رئيسية في القرن العشرين.
حرّر قانون الإعلان لعام 1861 الفلاحين من الاعتماد على مُلّاك الأراضي ومنحهم جميع الأراضي، التي عمِل الفلاحون بها من قبل لاستخدامهم الشخصي. ظلّت الزراعة في أيدي الفلاحين، الذين شكّلوا معًا حوالي أربعة أخماس سكان الريف وملّاك الأراضي السابقين. كانت روسيا أكبر منتجٍ ومصدّرٍ للحبوب في العالم بحلول نهاية القرن التاسع عشر. اتخذت روسيا تدريجيًا موقعًا أكثر أهمية في التجارة العالمية بسبب تطوّر الزراعة.
كان النمو الصناعي كبيرًا، على الرغم من عدم استقراره، وبالقيمة المطلقة لم يكن واسع النطاق. شملت المناطق الصناعية الروسية موسكو والمناطق الوسطى من روسيا الأوروبية وسانت بطرسبرغ ومدن البلطيق وبولندا الروسية وبعض المناطق على طول نهري الدون ودنيبر السفلي وجبل الأورال الجنوبية. كان لدى روسيا حوالي 32 ألف كيلومتر من خطوط السكك الحديدية و1.4 مليون عامل مصنع، معظمهم يعملون في صناعة النسيج. بين عامي 1860 و1890، نما إنتاج الفحم السنوي بنحو 1200 في المئة إلى أكثر من 6.8 مليون طن، وزاد إنتاج الحديد والصلب بأكثر من الضعف إلى مليوني طن سنويًا. ورغم زيادة ميزانية الدولة إلى أكثر من الضعف، زادت نفقات الديون أربع مرات، وشكّلت 28 في المئة من النفقات الرسمية في عام 1891.

## الإصلاحات وحدودها
كان القيصر ألكسندر الثاني، الذي خلِف نيكولاي الأول في عام 1855، رجلًا ذو ميولٍ ليبرالية، ولم ير بديلًا عن تنفيذ التغيير في أعقاب الأداء الكارثي للجيش والاقتصاد والحكومة خلال حرب القرم. بدأ ألكسندر إصلاحاتٍ جوهرية في التعليم والحكومة والقضاء والجيش.
أعلن تحرير 20 مليون قنانةٍ خاصة في عام 1861. أثّرت اللجان المحلية على التحرير بمنح الأقنان الأرض والحرية. جرى شراء الأرض المخصّصة للفلاحين من الملّاك بمساعدة الدولة. عمدت الحكومة على إصدار سنداتٍ لمالكي الأراضي لهذا الغرض وجمع مدفوعات الاسترداد من الفلاحين بنسبة 5٪ من إجمالي التكلفة سنويًا. كانت الحكومة تتصوّر أن 50 ألف مالكٍ سابق يمتلكون عقارات تزيد مساحتها عن 1.1 كيلومتر مربع سيزدهرون بدون أقنان وسيستمرون في تقديم الولاء للقيادة السياسية والإدارية في الريف. كما توقّعت الحكومة أن يُنتج الفلاحون محاصيل كافية لاستهلاكهم الخاص ومبيعات التصدير، مما يساعد على تمويل معظم نفقات الحكومة ووارداتها وديونها الخارجية.
تبعت إصلاحات الحكومة المحلية التحرير على نحوٍ وثيق. جرى تنظيم معظم الحكومات المحلية في الجزء الأوروبي من روسيا في حكومةٍ ذاتية منتخبة في المقاطعات والمناطق (زيمتوفات) في عام 1864، والتي كانت تتكوّن من ممثلين من جميع الطبقات وكانت مسؤولةً عن المدارس المحلية والصحّة العامة والطرق والسجون والإمدادات الغذائية والشواغل الأخرى. جرى تشكيل مجالس المدن المُنتخبة أو الدوما في عام 1870. بعد هيمنة أصحاب العقارات وتقييد حكام المقاطعات والشرطة لهم، رفع الزيمتوف والدوما الضرائب وفرضوا العمل لدعم أنشطتهم.
نفّذ ألكسندر الثاني الإصلاح القضائي الكبير (إصلاح ألكسندر الثاني القضائي) في عام 1864. أُنشِئت المحاكم بهيئات المحلفين في المدن الكبرى. عمل النظام القضائي غلى نحوٍ فعّال بصفةٍ عامة، لكن الحكومة كانت تفتقر إلى الموارد المالية والتأثير الثقافي لتوسيع نظام المحاكم ليشمل القرى، حيث استمرّ سريان العدالة التقليدية للفلاحين وبأدنى قدرٍ من التدخل من جانب المسؤولين الإقليميين. جرى تصميم النظام القضائي الروسي على غرار القانون الفرنسي والألماني المعاصرين. كان يتعيّن البتُّ في كل قضية استنادًا على أسسها الموضوعية وليس اعتمادًا على السوابق. بقي هذا النهج ساريًا منذ ذلك الحين.
حدثت إصلاحاتٌ رئيسية أخرى في المجالين التعليمي والثقافي. كانت الرقابة، التي خنقت الرأي في عهد نيكولاي، مُتساهلةً إلى حدٍّ كبير، ووجد الرأي العام صوتًا للتعبير. وقد سهّل هذا إلى حدٍّ كبير جهود الحكومة للقضاء على الفسا، والروتين وعدم الكفاءة. واكتسبت الجامعات استقلاليتها. شجّعت الحكومة التعليم: ففي عهد ألكسندر بدأ تعليم جموع الفلاحين على نطاقٍ واسع. حاولت الحكومة المركزية العمل من خلال الزيمتوف لوضع مناهج موحّدة للمدارس الابتدائية.